# Бронницкая улица (Санкт-Петербург)
Бро́нницкая улица — улица в Адмиралтейском районе Санкт-Петербурга. Проходит от Загородного проспекта до набережной Обводного канала.

## История названия
Со второй половины XVIII века улица обозначалась как 13-я улица. С 1821 года улица обозначается как Госпитальная линия, иногда как Госпитальная улица, в связи с нахождением здесь госпиталя лейб-гвардии Семёновского полка.
9 декабря 1857 года улице присвоено современное название Бронницкая улица, по городу Бронницы в ряду других улиц Московской полицейской части, наименованных по уездным городам Московской губернии.

## История
Улица возникла во второй половине XVIII века, как одна из улиц, отведённых под расположение рот Семёновского полка. На этой улице находился госпиталь полка.

## Примечательные здания и сооружения
- дом № 3, литера А  7832028000 — Дом Е. С. и М. Б. Трофимовых, 1892—1893 гг. Доходный дом купцов Трофимовых был построен в несколько этапов — из одноэтажного особняка с мезонином он был увеличен на два этажа, из-за чего сформировался оригинальный эклектичный фасад[2]. После революции здание национализировали и отдали под коммунальное жильё. Дом расселили в 1980-х, в 2000-х его отдали под офисы ГУП «Петербургский метрополитен». В августе 2022 года было объявлено, что особняк ореставрируют, а после окончания ремонта передадут руководству метрополитена[3].
- дом № 7  7802667000 — здесь жили В. И. Ленин (несколько дней в декабре 1905 года в квартире № 8 у большевика И. И. Павлова) и А. Я. Ваганова (в 1904—1937 годах, в кв. № 5, теперь 12, 13, 14). Перестроен из особняка А. А. Мерца (1883 год, арх. Рейзман Н. К.) в 1903 году архитектором В. Р. Курзановым. Фасад дома находится в неудовлетворительном состоянии.
- дом № 9  7832029000 — Здание лечебницы Александровской общины сестер милосердия Красного Креста, построен в 1884—1886 гг. архитектором Дмитрием Зайцевым, расширен в 1907 г. инженером Н. А. Васильевым.
- дом № 11 — до 2019 года по этому адресу находился один из корпусов дореволюционной табачной фабрики товарищества А. Н. Шапошникова (в советское время — фабрика имени Клары Цеткин), архитектор В. П. Цейдлер. В конце декабря 2019 года был снесён исторический фасад[4][5].
- дом № 14  7832030000 — Доходный дом А. С. Щербакова, 1905—1907 гг., гражданский инженер Л. В. Котов.
- дом № 18 — доходный дом, 1878 г., архитектор Э. К. Вергейм. В 1969—2023 гг. здесь жил поэт Дмитрий Голынко-Вольфсон.
- дом № 24 — киноконцертный зал «Космонавт» (построен в 1962 году, архитекторы О. И. Гурьев, В. М. Фромзель и А. П. Чиж, панно на фасаде — художники А. Ларионов и В. Мошков).
- дом № 30 (Серпуховская ул., 13) — дом А. С. Щербакова, был построен в 1905—1907 гг. по проекту гражданского инженера Л. В. Котова[6].
- дом № 33 — здесь с 1961 по 1975 год жил народный артист РСФСР киноактёр Александр Демьяненко.